# باتريسيا بيرش
باتريسيا بيرش (بالإنجليزية: Patricia Birch)‏ هي راقصة ومخرجة أمريكية، ولدت في 1950 في إنغلوود في الولايات المتحدة.

## وصلات خارجية
- باتريسيا بيرش على موقع IMDb (الإنجليزية)
- باتريسيا بيرش على موقع ألو سيني (الفرنسية)
- باتريسيا بيرش على موقع ميوزك برينز (الإنجليزية)
- باتريسيا بيرش على موقع أول موفي (الإنجليزية)
- باتريسيا بيرش على موقع قاعدة بيانات برودواي على الإنترنت (الإنجليزية)
- باتريسيا بيرش على موقع قاعدة بيانات برودواي على الإنترنت (الإنجليزية)
- باتريسيا بيرش على موقع قاعدة بيانات الأفلام السويدية (السويدية)
- باتريسيا بيرش على موقع قاعدة بيانات الفيلم (الإنجليزية)
- باتريسيا بيرش على موقع كينوبويسك (الروسية)